# Tetraphidae
Tetraphidae é uma sub-classe de plantas não vasculares pertencente à classe Bryopsida.